# Albertsberg (Schwarzenbach an der Saale)
Albertsberg ist ein Gemeindeteil der Stadt Schwarzenbach an der Saale im Landkreis Hof (Oberfranken, Bayern). Albertsberg liegt in der Gemarkung Hallerstein.

## Geografie
Südlich der Einöde grenzt der Hallersteiner Forst an. Ein Anliegerweg führt nach Förmitz (0,9 km nördlich).

## Geschichte
Gegen Ende des 18. Jahrhunderts bestand Albertsberg aus einem Anwesen. Die Hochgerichtsbarkeit stand dem bayreuthischen Stadtrichteramt Münchberg zu. Das bayreuthische Amt Hallerstein war Grundherr des Hauses.
Von 1797 bis 1810 unterstand Albertsberg dem Justiz- und Kammeramt Münchberg. Infolge des Ersten Gemeindeedikts wurde Albertsberg dem 1812 gebildeten Steuerdistrikt Hallerstein und der zugleich entstandenen Ruralgemeinde Hallerstein zugeordnet. Im Zuge der Gebietsreform in Bayern wurde Albertsberg am 1. Juli 1976 in die Stadt Schwarzenbach an der Saale eingegliedert.

### Einwohnerentwicklung
| Jahr      | 1812  | 1819  | 1861   | 1871   | 1885   | 1900   | 1925   | 1950   | 1961   | 1970   | 1987  |
| Einwohner | *     | *     | 4      | 5      | 5      | 6      | 3      | 6      | 4      | 1      | 1     |
| Häuser    | *     |       |        |        | 1      | 1      | 1      | 1      | 1      |        | 1     |
| Quelle    | [ 6 ] | [ 9 ] | [ 10 ] | [ 11 ] | [ 12 ] | [ 13 ] | [ 14 ] | [ 15 ] | [ 16 ] | [ 17 ] | [ 1 ] |

## Religion
Albertsberg ist bis heute nach Hallerstein gepfarrt und evangelisch-lutherisch geprägt.